# كورت كورنت
كورت كورنت (بالألمانية: Curt Courant )‏ (و. 1899 – 1968 م) هو مصور سينمائي من ألمانيا، والولايات المتحدة، ولد في برلين، توفي في لوس أنجلوس، عن عمر يناهز 69 عاماً.

## وصلات خارجية
- كورت كورنت على موقع IMDb (الإنجليزية)
- كورت كورنت على موقع ألو سيني (الفرنسية)
- كورت كورنت على موقع أول موفي (الإنجليزية)
- كورت كورنت على موقع قاعدة بيانات الأفلام السويدية (السويدية)
- كورت كورنت على موقع قاعدة بيانات الفيلم (الإنجليزية)
- كورت كورنت على موقع كينوبويسك (الروسية)